# Opius ochrogaster
Opius ochrogaster är en stekelart som beskrevs av Wesmael 1835. Opius ochrogaster ingår i släktet Opius och familjen bracksteklar. Inga underarter finns listade i Catalogue of Life.